# Walter Farley
Pour les articles homonymes, voir Farley.
Œuvres principales
- séries L'Étalon noir ; Flamme

Walter Farley (né le 26 juin 1915 à Syracuse (New York), et mort le 16 octobre 1989 à Sarasota, Floride, États-Unis) est un écrivain américain de romans pour la jeunesse principalement connu pour la série équestre L'Étalon noir (The Black Stallion).

## Biographie
Walter Farley naquit le 26 juin 1915 à New York. Il vécut d'abord à Syracuse avant d'aller à New York. C'était un enfant passionné par les chevaux sans qu'il n'en possède. Il partageait son amour de l'équitation avec son oncle qui était un cavalier professionnel.
Il commença ses études secondaires au lycée Erasmus Hall de Brooklyn où il commença l'écriture de son premier livre : L’Étalon noir (The Black Stallion en anglais) qui paraîtra en 1941. Il fréquenta ensuite l'Académie de Mercersburg en Pennsylvanie et finit par obtenir une licence à l'université de Colombia.
C'est à cette époque qu'il proposa son premier livre à la maison d'édition Random House ; ce fut un succès. Il continua à écrire des volumes de la série L’Étalon noir. Mais la guerre interrompit sa publication. De retour de la guerre, il continua à écrire.
Ses livres furent traduits dans quatorze langues, et une série télévisée fut adaptée des romans dans les années 1990 : L'Étalon noir (The Adventures of the Black Stallion).
Il épousa Rosemary et eut quatre enfants. Ils emménagèrent en Pennsylvanie dans une ferme où l'auteur accomplit son rêve : avoir des chevaux.
Walter Farley mourut d'un cancer le 16 octobre 1989 à l'âge de soixante-quatorze ans. Après sa mort, son fils Steven écrira de nouveaux tomes à la série L'Étalon noir.

### sérieL'Étalon noir
- L'Étalon noir (The Black Stallion), Random House, 1941
- Le Retour de l'Étalon noir (The Black Stallion Returns), 1945
- Le Fils de l'Étalon noir (Son of the Black Stallion), 1947
- Le Ranch de l'Étalon noir (The Black Stallion and Satan), 1949
- Sur les traces de l'Étalon noir (The Black Stallion's Blood Bay Colt), 1951
- L'Empreinte de l'Étalon noir (The Black Stallion's Filly), 1952
- La Révolte de l'Étalon noir (The Black Stallion Revolts), 1953
- Le Prestige de l'Étalon noir (The Black Stallion's Sulky Colt), 1954
- Le Courage de l'Étalon noir (The Black Stallion's Courage), 1956
- Le Secret de l'Étalon noir (The Black Stallion Mystery), 1957
- Un rival pour l'Étalon noir (The Black Stallion Challenged), 1964
- Le Fantôme de l'Étalon noir (The Black Stallion's Ghost), 1969
- Une cavalière pour l'Étalon noir (The Black Stallion and the Girl), 1971
- La Légende de l’Étalon noir (The Black Stallion Legend), 1983
- The Young Black Stallion, Random House, 1989

### sérieFlamme
- Flamme, cheval sauvage (The Island Stallion), Random House, 1948
- Flamme et les pur-sang (Island Stallion's Fury), Random House, 1951
- Flamme part en flèche (The Island Stallion Races), Random House, 1955
- Flamme et l'Étalon noir (The Black Stallion and Flame), Random House, 1960

## Adaptation à la télévision
- L'Étalon noir (The Adventures of the Black Stallion), série télévisée franco-canadienne en 78 épisodes de 26 minutes créée par Dawn Ritchie et Brad Wright (1990-1993).